# 責任ある積極財政を推進する議員連盟
責任ある積極財政を推進する議員連盟（せきにんあるせっきょくざいせいをすいしんするぎいんれんめい）は、日本の自由民主党に所属する国会議員が結成した議員連盟である。

## 概要
2022年2月9日、積極財政により特化した議論・検討を行うべく、自民党議員を中心に設立。
衆議院当選4回以下、参議院当選2回以下（勤続年数10年以下）の議員で構成し、会員数は102名。
共同代表の中村裕之によれば、議連名の「「責任ある」というのは、安定的に二％の成長を達成していけば経済状況に合わせて財政政策を縮小・均衡していくという意味で、決してのべつ幕なしに金を出す無責任なものではないということ」である。

## 主張

### 設立随意
設立随意には「我が国は平成 9 年をピークに経済成長が止まり、先進国で唯一、所得も上がらず、若者が将来への希望が持てなくなっている」、「若年層の所得低下は少子化の最大の要因と言われており、この現状を打破し、経済が成長し、所得が上がる社会への転換を早急に実現しなければならない」との日本の現状認識が記述されている。
また、「積極的かつ機動的な財政出動により、経済が着実に成長することによってこそ、国民生活の豊かさと税収の増加のみならず、科学技術や教育、国防、福祉国家の強化・発展がなしとげられ、その結果わが国の総合的な国力の増強がもたらされる」と考え、「私たちは歴史に学び、現下の日本経済の状勢において財政赤字を恐れず、積極的な財政政策が必要であるとの認識を共有し、これまでの政策を、諸外国の事例等も参考にしつつ、丁寧かつ大胆に分析評価し、国家国民のために真に必要な政策への転換を図るべく」設立したとも記述されている。

### 我が国が「明日は今日よりもより良くなると誰もが感じられる国」となるための総合経済対策･補正予算編成に向けての提言
2023年10月5日(木)、6日(金)に令和5年度補正予算編成に向けての提言活動を行った。
「物価高から国民生活を守るととともに実質賃金の上昇を実現させ、デフレからの完全脱却による日本経済の安定的な成長を確かなものにしなければならない」として、「各種給付措置や税制、社会保障負担軽減など政策を総動員するとともに、予備費や繰り越しを除く「真水20兆円規模の補正予算」を編成すること」を強く要望した。中心とする政策は以下の通り。
1. 消費税や所得税の減税措置及び、社会保険料の減免措置を行うこと。
2. 事業者に対し、柔軟な資金繰り・経営支援を継続すると共に、コロナ融資返済の猶予･減免策を講じること。
3. 「地方創生臨時交付金」の引き続きの交付と、「地方交付税交付金」の安定的増額を実現すること。
4. 食料安全保障関連予算を別枠で確保し、農林畜産水産関連予算全体を大幅に増額すること。
5. サプライチェーンの強靱化を図るため、国内における生産拠点の設備投資を支援すること。
6. 子育て支援金の継続給付や児童手当の対象拡大、奨学金の返済免除や減免策など、子育て世代の負担を減らす抜本的な支援を行うこと。
7. 国土強靭化5カ年加速化対策を早期に改定し、次期法定計画の総額を18兆円に拡大し、インフラ老朽化対策を加速すること。

## 所属議員[3]

### 役員
| 役員             | 議員名     | 選挙区       | 当選回数 |
| ---------------- | ---------- | ------------ | -------- |
| 共同代表         | 中村裕之   | 北海道4区    | 衆4      |
| 共同代表         | 谷川とむ   | 比例近畿     | 衆3      |
| 共同代表         | 足立敏之   | 比例区       | 参2      |
| 副代表           | 今枝宗一郎 | 愛知14区     | 衆4      |
| 副代表           | 簗和生     | 栃木3区      | 衆4      |
| 副代表           | 井野俊郎   | 群馬2区      | 衆4      |
| 副代表           | 田所嘉徳   | 比例北関東   | 衆4      |
| 副代表           | 國場幸之助 | 比例九州     | 衆4      |
| 副代表           | 小林茂樹   | 比例近畿     | 衆3      |
| 幹事長代理       | 高木啓     | 比例東京     | 衆2      |
| 事務局長         | 青山周平   | 比例東海     | 衆4      |
| 事務局次長       | 深澤陽一   | 静岡4区      | 衆2      |
| 事務局次長       | 石橋林太郎 | 比例中国     | 衆1      |
| 事務局次長       | 平沼正二郎 | 岡山3区      | 衆1      |
| 幹事             | 小島敏文   | 比例中国     | 衆4      |
| 幹事             | 星野剛士   | 比例南関東   | 衆4      |
| 幹事             | 長坂康正   | 愛知9区      | 衆4      |
| 幹事             | 杉田水脈   | 比例中国     | 衆3      |
| 幹事             | 古川康     | 比例九州     | 衆3      |
| 幹事             | 高木宏壽   | 北海道3区    | 衆3      |
| 幹事             | 穂坂泰     | 埼玉4区      | 衆2      |
| 幹事             | 三谷英弘   | 比例南関東   | 衆2      |
| 幹事             | 泉田裕彦   | 比例北陸信越 | 衆2      |
| 幹事             | 中曽根康隆 | 群馬1区      | 衆2      |
| 幹事             | 東国幹     | 北海道6区    | 衆1      |
| 幹事             | 尾﨑正直   | 高知2区      | 衆1      |
| 幹事             | 鈴木英敬   | 三重4区      | 衆1      |
| 幹事             | 中野英幸   | 埼玉7区      | 衆1      |
| 幹事             | 松本尚     | 千葉13区     | 衆1      |
| 幹事             | 山本左近   | 比例東海     | 衆1      |
| 幹事             | 太田房江   | 大阪府       | 参2      |
| 幹事             | 和田政宗   | 比例区       | 参2      |
| 幹事             | 進藤金日子 | 比例区       | 参2      |
| 幹事             | 加田裕之   | 兵庫県       | 参1      |
| 幹事             | 高橋はるみ | 北海道       | 参1      |
| 幹事             | 松川るい   | 大阪府       | 参2      |
| 顧問 兼 財務担当 | 城内実     | 静岡7区      | 衆6      |
| 顧問             | 中西哲     | 比例区       | 参1      |

### 所属議員
| 議員名     | 選挙区       | 当選回数 |
| ---------- | ------------ | -------- |
| 池田佳隆   | 比例東海     | 衆4      |
| 小田原潔   | 東京21区     | 衆4      |
| 大西英男   | 東京16区     | 衆4      |
| 菅家一郎   | 比例東北     | 衆4      |
| 佐々木紀   | 石川2区      | 衆4      |
| 根本幸典   | 愛知15区     | 衆4      |
| 細田健一   | 新潟2区      | 衆4      |
| 三ッ林裕巳 | 埼玉14区     | 衆4      |
| 山田美樹   | 東京1区      | 衆4      |
| 尾身朝子   | 比例北関東   | 衆3      |
| 和田義明   | 北海道5区    | 衆3      |
| 上杉謙太郎 | 比例東北     | 衆2      |
| 石井拓     | 比例東海     | 衆1      |
| 井原巧     | 愛媛3区      | 衆1      |
| 加藤竜祥   | 長崎2区      | 衆1      |
| 塩崎彰久   | 愛媛1区      | 衆1      |
| 佐藤啓     | 奈良県       | 参2      |
| 酒井庸行   | 愛知県       | 参2      |
| 井林辰憲   | 静岡2区      | 衆4      |
| 工藤彰三   | 愛知4区      | 衆4      |
| 斎藤洋明   | 新潟3区      | 衆4      |
| 中山展宏   | 比例南関東   | 衆4      |
| 務台俊介   | 比例北陸信越 | 衆4      |
| 土田慎     | 東京13区     | 衆1      |
| 柳本顕     | 比例近畿     | 衆1      |
| 今井絵理子 | 比例区       | 参2      |
| 高橋克法   | 栃木県       | 参2      |
| 滝沢求     | 青森県       | 参2      |
| 中谷真一   | 山梨1区      | 衆4      |
| 小野田紀美 | 岡山県       | 参2      |
| 勝俣孝明   | 静岡6区      | 衆4      |
| 中川郁子   | 比例北海道   | 衆3      |
| 鳩山二郎   | 福岡6区      | 衆3      |
| 国定勇人   | 比例北陸信越 | 衆1      |
| 自見英子   | 比例区       | 参2      |
| 岩本剛人   | 北海道       | 参1      |
| 渡辺孝一   | 比例北海道   | 衆4      |
| 金子俊平   | 岐阜4区      | 衆2      |
| 黄川田仁志 | 埼玉3区      | 衆4      |
| 熊田裕通   | 愛知1区      | 衆4      |
| 古川直季   | 神奈川6区    | 衆1      |
| 保岡宏武   | 比例九州     | 衆1      |
| 青山繁晴   | 比例区       | 参2      |
| 三宅伸吾   | 香川県       | 参2      |
| 加藤明良   | 茨城県       | 参1      |
| 船橋利実   | 北海道       | 参1      |
| 若林洋平   | 静岡県       | 参1      |
| 小林一大   | 新潟県       | 参1      |
| 石原正敬   | 比例東海     | 衆1      |
| 越智俊之   | 比例区       | 参1      |
| 山本啓介   | 長崎県       | 参1      |
| 臼井正一   | 千葉県       | 参1      |
| 長谷川淳二 | 愛媛4区      | 衆1      |
| 中川貴元   | 比例東海     | 衆1      |
| 吉井章     | 京都府       | 参1      |
| 田中昌史   | 比例区       | 参1      |
| 宮澤博行   | 比例東海     | 衆4      |
| 神谷政幸   | 比例区       | 参1      |
| 瀬戸隆一   | 比例四国     | 衆3      |
| 生稲晃子   | 東京都       | 参1      |
| 羽生田俊   | 比例区       | 参2      |
| 田中英之   | 近畿比例     | 衆4      |
| 吉田真次   | 山口4区      | 衆1      |

## 勉強会[9]
| 日付           | 講演名     | 講演名 | 講師                         |
| -------------- | ---------- | --- | ---------------------------- |
| 2022年2月9日   | 設立総会   | 責任ある積極財政を推進する議員連盟 ～令和の高橋是清、池田勇人を目指して～                                                     | 安倍晋三 本田悦朗            |
| 2022年2月24日  | 第1回      | 高橋是清の経済政策と現代への教示                                                                                              | 中野剛志                     |
| 2022年3月10日  | 第2回      | 池田勇人総理の『所得倍増計画』 ～その現代的意義～                                                                             | 原田泰                       |
| 2022年3月17日  | 第3回      | アベノミクスは日本を救う | 本田悦朗                     |
| 2022年3月23日  | 第4回      | お金のむこうに人がいる お金と財政問題の根本を考える                                                                           | 田内学                       |
| 2022年4月6日   | 第5回      | 世界インフレの中で日本がどう再生するか                                                                                        | 田村秀男                     |
| 2022年4月13日  | 第6回      | 日本経済の新しい見方 | 会田卓司                     |
| 2022年5月11日  | 第7回      | マクロ経済運営について | 高橋洋一                     |
| 2022年6月15日  | 第8回      | 積極財政政策をめぐる党内議論 ～振り返りと今後の活動への期待～                                                                 | 安倍晋三 本田悦朗            |
| 2022年7月20日  | 第9回      | 経団連21世紀政策研究所 研究プロジェクト 〜中間層復活に向けた経済財政運営の大転換〜                                            | 会田卓司                     |
| 2022年8月4日   | 第10回     | 経団連21世紀政策研究所 研究プロジェクト ～中間層復活に向けた経済財政運営の大転換～                                            | 永濱利廣                     |
| 2022年8月25日  | 第11回     | インフラ整備が「転落・日本」を再興する ～フローとストックの視点から～                                                         | 大石久和                     |
| 2022年10月19日 | 第12回     | いま必要な経済政策は、アベノミクスの完遂                                                                                      | 岩田規久男                   |
| 2022年11月2日  | 第13回     | 日本経済の新しい見方 | 本田悦朗 会田卓司            |
| 2022年11月10日 | 第14回     | 積極財政の効能と限界 | 飯田泰之                     |
| 2022年12月1日  | 第15回     | グローバル･インフレのゆくえと責任ある積極財政                                                                                 | 片岡剛士                     |
| 2023年2月2日   | 第16回     | 日本経済を地に落とさない為に                                                                                                  | 森永康平                     |
| 2023年2月15日  | 第17回     | 今、日本経済に必要なこと | 佐藤綾野                     |
| 2023年3月1日   | 第18回     | 国債利回り上昇で『日銀が信用失墜、国際も円相場も暴落する』というトンデモ論を斬る ～政府債務の長期的持続可能性の条件を考える～ | 竹中正治                     |
| 2023年3月15日  | 第19回     | アベノミクスの完成 ～安倍晋三元総理がやりのこしたこと～                                                                       | 本田悦朗 会田卓司            |
| 2023年3月29日  | 第20回     | 財務省との闘い 〜安倍晋三回顧録などから〜                                                                                     | 高橋洋一                     |
| 2023年4月12日  | 第21回     | 積極財政とイノベーション | 中野剛志 室伏謙一            |
| 2023年4月27日  | 第22回     | 食料生産振興にこそ積極的に財政支援を                                                                                          | 鈴木宣弘                     |
| 2023年5月11日  | 特別勉強会 | 日本経済復活に向けての直言 | ジョセフ・Ｅ・スティグリッツ |
| 2023年5月18日  | 第23回     | 日本の経済戦略：政策先進国への道                                                                                              | 若田部昌澄                   |